# Mut (Zeitschrift)
Mut (eigene Schreibweise MUT) war ein von 1965 bis 2017 existierendes deutsches Abonnenten-Monatsmagazin mit dem Untertitel Forum für Kultur, Politik und Geschichte, ehemals Das Nationaleuropäische Magazin. Die Zeitschrift im DIN-A5-Format hatte eine Auflage von etwa 10.000 Exemplaren. Der zugehörige Mut Verlag hatte seinen Sitz in Asendorf. Beide gehörten Bernhard Christian Wintzek.

## Geschichte
Die Zeitschrift Mut wurde im Oktober 1965 von Schülern und Studenten als Zweimonatszeitschrift gegründet. Federführend dabei war Bernhard C. Wintzek. Die Zeitschrift hatte zunächst eine Auflage von 300 Exemplaren. Ab Mai 1969 erschien Mut monatlich und trat – unter dem Eindruck des innenpolitischen Reizklimas mit zunehmender Polarisierung – einen „Irrweg in die rechte Ecke an“, wie der Eigentümer und ehemalige NPD-Aktivist Bernhard C. Wintzek später selbst sagte. So stand das Blatt von 1967 bis 1982 den militanten Gruppen Junge Nationaldemokraten, Bund Heimattreuer Jugend und Wiking-Jugend nahe. Herausgeber Wintzek selbst war Mitinitiator des Arbeitskreises Volkstreuer Verbände und der gewalttätigen Aktion Widerstand („Brandt an die Wand“) sowie 1972 NPD-Bundestagskandidat. Er organisierte bundesweite Treffen, wobei die Zeitschrift „in NPD-Kreisen eifrig gelesen“ wurde. Neben Wintzek war in den 1970er-Jahren Hans Hertel der „bestimmende Autor“ der Zeitschrift.
Von 1971 bis 1983 wurde die Zeitschrift in den Verfassungsschutzberichten als rechtsextrem eingestuft.
Aus nationalrevolutionärer Perspektive wurden in Mut die Themen Demokratie und Gesellschaft, Umwelt und Natur, Bildung und Kultur und vor allem die Spaltung Europas, die Friedens- und Wiedervereinigungspolitik Deutschlands behandelt; so z. B. der Mut-Titel vom November 1974: „Wir sind ein Volk“. Diese Titelzeile brachte der Zeitschrift damals erhebliche Angriffe und zugleich verstärkte Vorwürfe ein.
Das SPD-nahe Informationsportal Blick nach Rechts schrieb, die Zeitschrift habe sich "in den späten Siebzigern als eines der führenden rechtsextremistischen Periodika" etabliert. Der "moralische Tiefpunkt" war laut Hoffmann mit dem Januarheft 1979 erreicht. Anlässlich der Ausstrahlung des US-Fernsehfilms Holocaust im deutschen Fernsehen stellte einer der Mut-Autoren die Frage, ob Auschwitz nicht bloß ein industrielles Arbeitslager und die Gaskammern in Dachau nicht von den Alliierten erbaut worden seien. Darauf folgte die Indizierung der Nummer 137 (Januar-Heft 1979) – diese Ausgabe durfte als „sozialethisch desorientierend“ und damit politisch jugendgefährdend – nur noch an Erwachsene abgegeben werden. Die Zeitschrift klagte dagegen und verlor.

## Politische Wandlung ab 1980
Zum endgültigen Bruch und Neubeginn kam es auf einer Mitarbeitertagung Ende 1979. Mit den Hebbel-Worten „Es gehört oft mehr Mut dazu, seine Meinung zu ändern, als ihr treu zu bleiben“ startete Wintzek sein redaktionelles und persönliches Credo „für eine vorbehaltlose Öffnung, für Liberalität, Toleranz und geistige Pluralität“.
Ab 1984 wurde die Zeitschrift nicht mehr im Verfassungsschutzbericht des Bundes genannt. Zuvor hatte sie einen Artikel des damaligen Bundesinnenministers Friedrich Zimmermann nachgedruckt. Sie gewann zunehmend international renommierte Autoren, wie Ralf Dahrendorf, Ralph Giordano, Helmut Kohl oder Horst Köhler. Auch gelang es, bekannte Persönlichkeiten wie etwa Peter Steinbach, den wissenschaftlichen Leiter der Gedenkstätte Deutscher Widerstand, für die Herausgeberschaft zu gewinnen. Bundeskanzler Helmut Kohl wurde sogar als „ständiger Leser“ zitiert. In den 1990er-Jahren publizierte der Mut Verlag weiterhin Texte von Autoren, die der „Neuen Rechten“ zugerechnet wurden, wie beispielsweise Hans-Helmut Knütter. Zum 40-jährigen Bestehen im Oktober 2005 hatte Mut bereits eine Gesamtauflage von über sieben Millionen Exemplaren erreicht.
Einen erfolgreichen politischen Wandlungsprozess bestätigte der Extremismusforscher Armin Pfahl-Traughber der Zeitschrift, in der er selbst publiziert hatte, Ende der 1990er. Zwar habe die Zeitschrift im Zuge des Wandlungsprozesses auch Vertreter der Neuen Rechten zu Wort kommen lassen, mittlerweile entbehre die hin und wieder noch anzutreffende Verortung der Zeitschrift als vermeintliches Organ der Neuen Rechten jedoch jeder Grundlage. Mit Ideen der Neuen Rechten habe Mut „nichts mehr zu tun.“ Stattdessen könne sie mittlerweile als „liberal-konservativ“ eingeschätzt werden.
Mut wurde mit dem Erscheinen der „Abschlussausgabe“ 591 (Juli/August 2017) eingestellt.

## Redaktion
- Sabine Arnold (Moskau)
- Hermann Bohle (Brüssel u. Straßburg)
- Karl-Heinz Hense (Gummersbach)
- Eckhard Jesse (Chemnitz)
- Karin Kneissl (Wien)
- Marko Martin (Berlin)
- Chaim Noll (Jerusalem)
- Peter Schütt (Hamburg)
- Peter Steinbach (Berlin u. Karlsruhe)
- Alfred Zänker (Genf).